# Tellus Science Museum

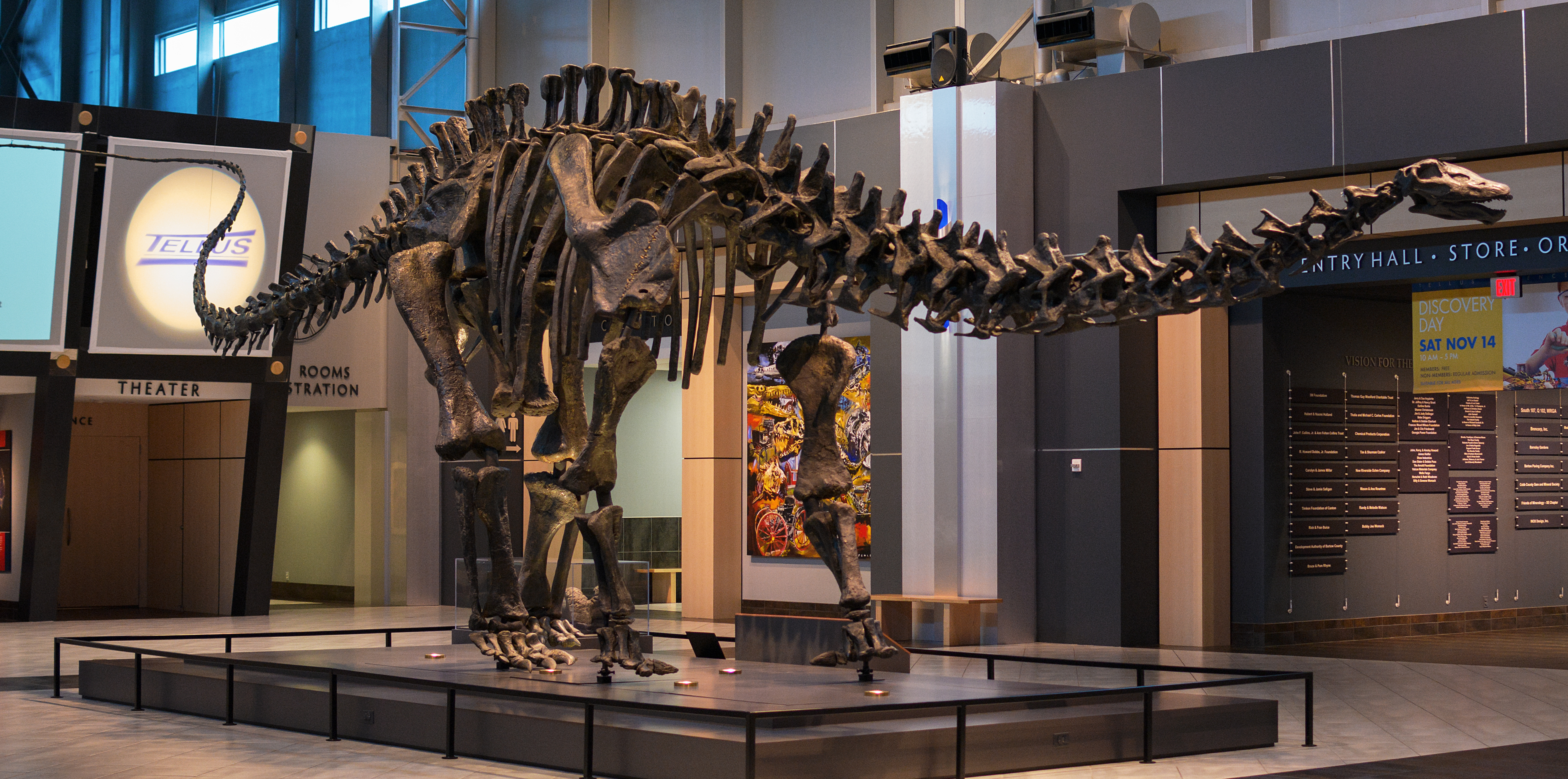
Brontosaurusskelett i entréhallen

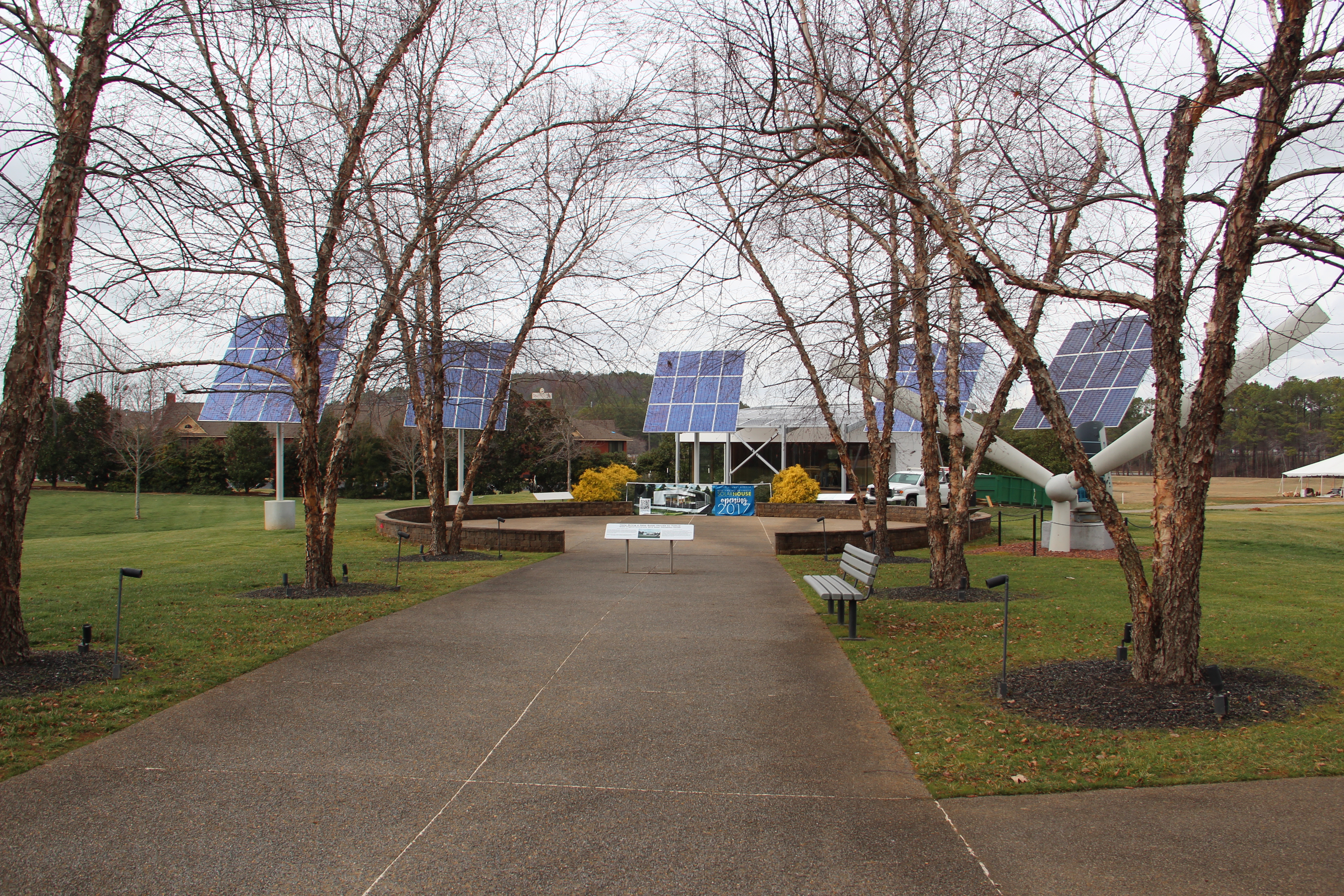
Solpaneler

Tellus Science Museum, tidigare Weinman Mineral Museum, är ett amerikanskt naturhistoriskt museum utanför Cartersville i Georgia. Museet är en filial till Smithsonian Institution. De största utställningarna innehåller stora fossiler samt mineraler. 
Tellus Science Museum grundades som Weinman Mineral Museum 1974. Det stängde 2007 och återöppnades 2009 som Tellus Science Museum. Museet har kvar de ursprungliga mineralsamlingarna från Weinman Mineral Gallery.